# Öndör-Ulán járás
Öndör-Ulán járás (mongol nyelven: 	Өндөр-Улаан сум) Mongólia Észak-Hangáj tartományának egyik járása. Területe 4000 km². Népessége kb. 5798 fő.
Székhelye Tél (Тээл), mely 122 km-re fekszik Cecerleg tartományi székhelytől.